# Manettia glaziovii
Manettia glaziovii é uma espécie de dicotiledónea pertencente à família Rubiaceae, descrita em 1919.